# Raksa Budi
Raksa Budi is een bestuurslaag in het regentschap Musi Rawas van de provincie Zuid-Sumatra, Indonesië. Raksa Budi telt 1445 inwoners (volkstelling 2010).